# Amyema apoensis
Amyema apoensis là một loài thực vật có hoa trong họ Loranthaceae. Loài này được (Elmer) Barlow mô tả khoa học đầu tiên năm 1992.